# Narcyza Żmichowska
Narcyza Żmichowska (4 de marzo de 1819 - 25 de diciembre de 1876) conocida con el pseudónimo de Gabryella, fue una escritora polaca y activista feminista. Su obra más conocida es la novela Poganka ("La pagana"). Otros libros destacados son Szczescie poety ("La joya del poeta") y Biała róża ("La rosa blanca").
Organizó un salón en casa suya para discutir de política nacional después de la Revuelta polaca del 1830, por lo cual fue encarcelada. También luchó por la emancipación de la mujer y la defensa de los derechos humanos. 
La primera novela de Żmichowska publicada en 1846 fue Poganka (La pagana), en que se sabe que expresó su interés en su amiga Paulina Zbyszewska. El libro fue publicado por la Northern Illinois University Press el 2012 traducida al inglés por la Dra. Ursula Phillips. También se publicó su correspondencia con amigos y familiares, dando lugar a la publicación de cinco volúmenes editados por la Universidad de Breslavia en 1960.
Su correspondencia con Bibianna Moraczewska (una mujer soltera por elección, como Narcyza) que alcanza 32 años consistía mayoritariamente parte de sus discursos intelectuales.

## Vida
Żmichowska trabajó como institutriz para la familia de Andrzej Artur Zamoyski en 1838, con quién viajó más tarde a París, donde se reunió con su hermano Erazm (las opiniones políticas y sociales del cual influyeron muchísimo en Narcyza), revolucionario polaco, exiliado de la Polonia rusa después del levantamiento antizarista, aplastado por el ejército imperial. Siguiendo su consejo, se inscribió en la Biblioteca Nacional, y asistía como público a las sesiones de la Academia Francesa.
Su estancia en Francia cambió completamente a Narcyza, empezó a expresar públicamente sus opiniones radicalizadas sobre las mujeres; fue considerada en su entorno burgués como "una excéntrica", por ejemplo, a pesar de estar prohibido para las mujeres fumar cigarros, ella lo hacía. Su perfecto conocimiento del francés permitió a Narcyza encontrar un nuevo trabajo con facilidad a su regreso en la Polonia ocupada por los rusos. Pasó a trabajar en este momento como institutriz de los cuatro hijos de Stanisław Kisielecki, en una finca cerca de Łomża. Viajaba a Varsovia a menudo, donde se reunía con otros intelectuales. Debutó a la revista literaria Pierwiosnek (Primavera), y escribió regularmente por otras revistas polacas, bajo la censura rusa, incluyendo Pielgrzym (El peregrino) (editado por Eleonora Ziemięcka) y Przeglad Naukowy, donde también publicaban otras mujeres. 
Żmichowska fundó un grupo de sufragistas en Varsovia, denominado "Las entusiastas", que estuvo activo entre 1842-1849, y que también participó en las actividades antizaristas
Fue arrestada por los rusos y condenada a tres años de prisión, en un convento carmelita de Lublin en 1849, por su pertenencia a la ilegalizada organización Związek Narodu Polskiego (Sociedad de la Nación Polaca), obligándola después de su liberación a residir en esta ciudad.

## Obra
- La pagana (Poganka) - novela romántica. Primera edición: 1846. OCLC 10016526 10016526
- Libro de recuerdos (Książka pamiątek) - novela en el límite del romanticismo y el positivismo; 1847-48 [capítulos I-XII] y 1885 [capítulos XIII-XIV]. Primera edición en formato de libro: 1861.
- La vida doble (Dwoiste Życie)
- ¿Es esto una novela? (Czy to powieść?) OCLC 26836636 26836636
- Senderos a través de la vida (Ścieżki przez Życie) OCLC 4232707 4232707
- La rosa blanca (Biała Róża) novela. OCLC 28856696 28856696
- Los momentos libres de Gabriela (Wolne chwile Gabryelli)
- Enseñanzas de ayuda para la educación casera de las señoritas(Wykład Nauk przeznaczonych do Pomocy w domowym wychowaniu panien)
- Selección de novelas (Wybór powieści) OCLC 3277138 3277138
- La certeza (Pewność) - poema;